# 勒凯内勒欧布里
勒凯内勒欧布里（法語：Le Quesnel-Aubry，法語發音：[lə kenɛl obʁi]）是法国瓦兹省的一个市镇，属于克莱蒙区。

## 地理
勒凯内勒欧布里（49°30'31"N, 2°18'34"E）面积4.75 平方千米，位于法国上法蘭西大區瓦兹省，该省份为法国北部内陆省份，北起索姆省，西接厄尔省和滨海塞纳省，南至塞纳-马恩省和瓦兹河谷省，东临埃纳省。
与勒凯内勒欧布里接壤的市镇（或旧市镇、城区）包括：比康、埃叙勒、布雷什河畔蒙特勒伊、努拉尔勒弗朗、勒普莱西耶叙比勒。
勒凯内勒欧布里的时区为UTC+01:00、UTC+02:00（夏令时）。

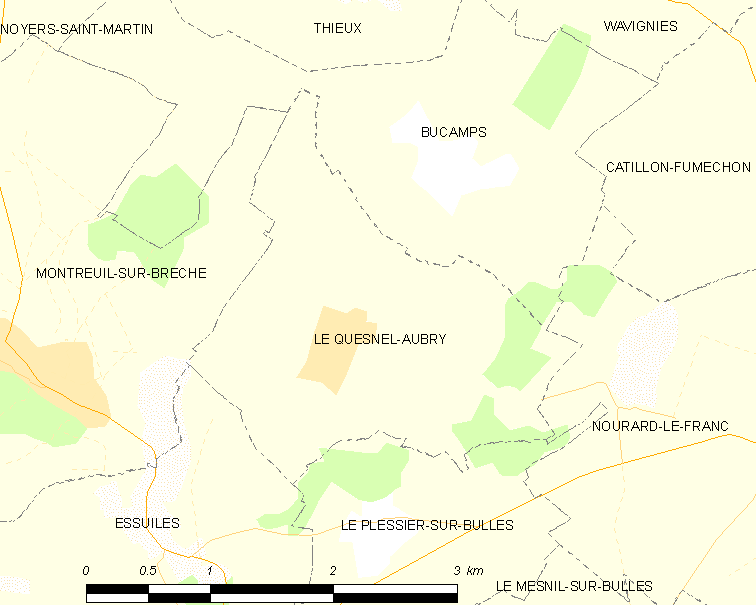
勒凯内勒欧布里的OSM定位图

## 行政
勒凯内勒欧布里的邮政编码为60480，INSEE市镇编码为60520。

## 政治
勒凯内勒欧布里所属的省级选区为圣瑞斯特昂绍塞县。

## 人口

1962-2008年间勒凯内勒欧布里人口变化图示

勒凯内勒欧布里于2022年1月1日时的人口数量为220人。